# Titularbistum Livias
Livias (ital.: Liviade) ist ein Titularbistum der römisch-katholischen Kirche.
Es geht zurück auf einen untergegangenen Bischofssitz in der gleichnamigen antiken Stadt, die in der römischen Provinz Palaestina Prima lag. Der Bischofssitz war der Kirchenprovinz Caesarea in Palaestina zugeordnet.
| Titularbischöfe von Livias |                                |                                                              |                   |                   |
| Nr.                        | Name                           | Amt                                                          | von               | bis               |
| 1                          | Epifanio Scianow               | Apostolischer Vikar von Mazedonien (Jugoslawien)             | 23. Juli 1895     | 17. Februar 1940  |
| 2                          | Francis Ryder Wood             | Weihbischof in Winnipeg (Kanada)                             | 11. Mai 1940      | 1943              |
| 3                          | Giuseppe Siri                  | Weihbischof in Genua (Italien)                               | 11. März 1944     | 14. Mai 1946      |
| 4                          | Luigi Ferri                    | emeritierter Bischof von Montalto und Ripatransone (Italien) | 17. Mai 1946      | 30. Januar 1952   |
| 5                          | Franz König                    | Koadjutorbischof von Sankt Pölten (Österreich)               | 3. Juli 1952      | 10. Mai 1956      |
| 6                          | Telesforo Giovanni Cioli OCarm | Koadjutorbischof von Arezzo (China)                          | 5. September 1956 | 23. Dezember 1961 |
| 7                          | Francesco Tortora OM           | Prälat von Santa Lucia del Mela (Italien)                    | 19. März 1962     | 21. Oktober 1972  |